# 케리스 도시
케리스 도시(Kerris Dorsey, 1998년 1월 9일 ~ )는 미국의 배우이다.

## 출연 작품

### 영화
- 앙코르 (2005)
- 저스트 라이크 헤븐 (2005)
- Fuel (2009)
- 머니볼 (2011)
- An American Girl: McKenna Shoots for the Stars (2012)
- 난 지구 반대편 나라로 가버릴테야 (2014)
- 토템 (2017)

### 텔레비전
- 스크럽스 (2006)
- 탐정 몽크 (2006)
- 브라더스 앤 시스터스 (2006-11)
- 고스트 & 크라임 (2007)
- 썬즈 오브 아나키 (2011)
- 우리는 댄스소녀 (2012)
- 두 여자의 위험한 동거 (2012)
- 매드맨 (2013)
- 레이 도노반 (2013-20)